# Föra socken
Föra socken på Öland ingick i Åkerbo härad, uppgick 1969 i Borgholms stad och området ingår sedan 1971 i Borgholms kommun och motsvarar från 2016 Föra distrikt i Kalmar län.
Socknens areal är 45,17 kvadratkilometer, varav land 44,78. År 2000 fanns här 327 invånare. Kyrkbyn Föra och sockenkyrkan Föra kyrka ligger i socknen. 

## Administrativ historik
Föra sockens medeltidskyrka revs 1828. Den äldsta stenkyrkan uppfördes på 1100-talet, men i tornet har i samband med dess byggnation infogats delar av en äldre träkyrka, om C-14 daterats till senast år 1070. I skriftliga källor omtalas dock socknen först i ett odaterat brev från omkring 1320 och i ett daterat från 1346. Föra socken ingick tidigare tillsammans med Alböke socken och Löts socken samt delar av Köpings socken i Förbo härad. Häradet upplöstes på 1690-talet, och Föra socken överfördes då till Åkerbo härad.
Vid kommunreformen 1862 övergick socknens ansvar för de kyrkliga frågorna till Föra församling och för de borgerliga frågorna till Föra landskommun. Denna senare uppgick 1952 i Köpingsviks landskommun och uppgick 1969 Borgholms stad från 1971 Borgholms kommun. Församlingen uppgick 2006 i Föra-Alböke-Löts församling. Fram till 1891 hörde byarna Gel, Hjälmstad och Lofta till Persnäs socken, men överfördes därefter till Föra socken.
1 januari 2016 inrättades distriktet Föra, med samma omfattning som församlingen hade 1999/2000.
Socknen har tillhört samma fögderier och domsagor som Åkerbo härad. De indelta båtsmännen tillhörde 1:a Ölands båtsmankompani.
I höjd med Föra går den så kallade Föralinjen.

## Geografi
Föra socken ligger på norra Öland och består av odlingsbygd och alvarsmark.

## Fornminnen
Flera järnåldersgravfält är kända.

## Namnet
Namnet (1283 Fyrum), taget från kyrkbyn, innehåller en böjningsform av fyre, furuskog.

## Befolkningsutveckling
| Befolkningsutvecklingen i Föra socken 1750–1990                                                         | Befolkningsutvecklingen i Föra socken 1750–1990 | Befolkningsutvecklingen i Föra socken 1750–1990 | Befolkningsutvecklingen i Föra socken 1750–1990 | Befolkningsutvecklingen i Föra socken 1750–1990 |
| --- | ----------------------------------------------- | ----------------------------------------------- | ----------------------------------------------- | ----------------------------------------------- |
| |                                                 |                                                 |                                                 |                                                 |
| År |                                                 |                                                 | Folkmängd                                       |                                                 |
| 1750 | 1750                                            |                                                 | 428                                             |                                                 |
| 1760 | 1760                                            |                                                 | 452                                             |                                                 |
| 1769 | 1769                                            |                                                 | 482                                             |                                                 |
| 1780 | 1780                                            |                                                 | 455                                             |                                                 |
| 1790 | 1790                                            |                                                 | 452                                             |                                                 |
| 1800 | 1800                                            |                                                 | 511                                             |                                                 |
| 1810 | 1810                                            |                                                 | 541                                             |                                                 |
| 1820 | 1820                                            |                                                 | 626                                             |                                                 |
| 1830 | 1830                                            |                                                 | 646                                             |                                                 |
| 1840 | 1840                                            |                                                 | 701                                             |                                                 |
| 1850 | 1850                                            |                                                 | 818                                             |                                                 |
| 1860 | 1860                                            |                                                 | 892                                             |                                                 |
| 1870 | 1870                                            |                                                 | 953                                             |                                                 |
| 1880 | 1880                                            |                                                 | 1 017                                           |                                                 |
| 1890 | 1890                                            |                                                 | 1 058                                           |                                                 |
| 1900 | 1900                                            |                                                 | 1 078                                           |                                                 |
| 1910 | 1910                                            |                                                 | 968                                             |                                                 |
| 1920 | 1920                                            |                                                 | 858                                             |                                                 |
| 1930 | 1930                                            |                                                 | 772                                             |                                                 |
| 1940 | 1940                                            |                                                 | 711                                             |                                                 |
| 1950 | 1950                                            |                                                 | 671                                             |                                                 |
| 1960 | 1960                                            |                                                 | 579                                             |                                                 |
| 1970 | 1970                                            |                                                 | 447                                             |                                                 |
| 1980 | 1980                                            |                                                 | 361                                             |                                                 |
| 1990 | 1990                                            |                                                 | 321                                             |                                                 |
| Anm: Källor: Umeå universitet - Tabellverket 1749-1859, Demografiska databasen, CEDAR, Umeå universitet |                                                 |                                                 |                                                 |                                                 |

### Fotnoter
1. 1 2 3  Svensk Uppslagsbok andra upplagan 1947–1955: Föra socken
2. 1 2  Harlén, Hans; Harlén Eivy (2003). Sverige från A till Ö: geografisk-historisk uppslagsbok. Stockholm: Kommentus. Libris 9337075. ISBN 91-7345-139-8
3. 1 2 3  Det medeltida Sverige 4:3 Öland
4. ↑  ”Församlingar”. Statistiska centralbyrån. https://www.scb.se/hitta-statistik/regional-statistik-och-kartor/regionala-indelningar/forsamlingar/. Läst 30 december 2022.
5. ↑  Administrativ historik för Föra socken (Klicka på församlingsposten). Källa: Nationella arkivdatabasen, Riksarkivet.
6. 1 2  Sjögren, Otto (1931). Sverige geografisk beskrivning del 2 Östergötlands, Jönköpings, Kronobergs, Kalmar och Gotlands län. Stockholm: Wahlström & Widstrand. Libris 9939
7. 1 2 3  Nationalencyklopedin
8. ↑  Fornlämningar, Statens historiska museum: Föra socken
9. ↑  Fornminnesregistret, Riksantikvarieämbetet: Föra socken Fornminnen i socknen erhålls på kartan genom att skriva in sockennamn (utan "socken") i "Ange geografiskt område"